# 奇帕塔
奇帕塔是非洲南部國家贊比亞東部的城市，也是東方省的首府，毗鄰與馬拉維接壤的邊境，海拔高度1,140米，經濟主要活動是農業，2000年人口98,416。

## 外部連結
- WikiVoyage: Chipata（页面存档备份，存于）
- MSN Map

13°39′00″S 32°38′00″E / 13.65000°S 32.63333°E